# Fernando de Fuentes
Fernando de Fuentes (* 13. Dezember 1894 in Veracruz; † 4. Juli 1958 in Mexiko-Stadt) war ein mexikanischer Filmregisseur, Filmproduzent und Drehbuchautor. Er war einer der ersten mexikanischen Regisseure, der Tonfilme drehte. Nach einigen Melodramen wandte er sich vermehrt dem Thema der Mexikanischen Revolution zu. Mit El compadre Mendoza aus dem Jahr 1933 und Allá en el Rancho Grande aus dem Jahr 1936 drehte Fernando de Fuentes zwei Filme, die als Meisterwerke des frühen mexikanischen Kinos gelten. Mit letzterem begründete er das Genre Comedia ranchera.

## Leben und Werk
Fernando de Fuentes begann seine Karriere als Filmeditor und Regieassistent in den 1920er Jahren. Im Jahr 1932 drehte er seinen ersten Film El anónimo. Damit war er der erste Mexikaner, der die Gelegenheit bekam, für die Compañia Nacional Productora de Peliculas einen Film zu realisieren. Mit dem im Folgejahr gedrehten El prisionero trece widmete de Fuentes der Mexikanischen Revolution, die zuvor nicht auf diese Weise rezipiert wurde, erstmals einen Spielfilm.  Ebenfalls 1933 drehte er El compadre Mendoza, mit dem er das Revolutionsthema weiter vertiefte. Dabei hatte der Film eine große thematische Bedeutung für Mexiko, denn er thematisierte die Desillusionierung über die korrumpierten Ideale der Revolution. Zwar wurde El compadre Mendoza zur Zeit seiner Veröffentlichung international nicht beachtet, erhielt aber in späteren Jahren wie auch Fernando de Fuentes positive Rezeption durch die internationale Kritik. 1935 ließ de Fuentes mit Vámonos con Pancho Villa (Lass uns mit Pancho Villa gehen) einen weiteren Film über die Revolution folgen. In dem Film inszenierte er diese als ein umwälzendes Ereignis, das seine verständnislosen Teilnehmer überwältigt. Dabei machte er den Zwiespalt zwischen den Idealen der Revolution und ihrer chaotischen, widersprüchlichen Erscheinung deutlich. Beim Dreh dieses Films wurde Fernando de Fuentes vom Staat unterstützt. Dieser stellte etwa einen kompletten Train, ein Regiment regulärer Truppen, Artillerie, Uniformen, Pferde und weiteres militärisches Material zur Verfügung. Zudem trug der Staat letztendlich die hohen Produktionskosten des Films.
Mit Allá en el Rancho Grande (Zurück auf dem großen Hof) drehte Fernando de Fuentes den ersten international erfolgreichen Film aus Mexiko. Es war der populärste Film dieses Regisseurs und markierte einen Wendepunkt in der Orientierung der mexikanischen Filmindustrie. In diesem Film bezog sich de Fuentes zwar auf den Hollywood-Western, fing in seinem Film jedoch typisch mexikanische Bilder und Stimmungen ein. Zudem kopierte er nicht den amerikanischen Cowboy, sondern bezog sich auf die mexikanischen Charros. Damit wies er auch anderen Filmemachern den Weg, sich von den Adaptionen ausländischer Filme und Themen zu emanzipieren und originär mexikanische Filme zu drehen. Fernando de Fuentes begründete mit diesem Film zudem das Genre Comedia ranchera, in dem viele weitere Filme zu dieser Thematik folgen sollten. Mit dem Film La gallina clueca bearbeitete de Fuentes auch das in mexikanischen Filmen weit verbreitete Thema der Mutter auf herausragende Weise. Nach dem Erfolg von Allá en el Rancho Grande drehte er aber zunehmend Filme mit kommerziellen Zuschnitt und weniger Fokus auf dem künstlerischen Wert.  1942 wurde er Regisseur und Produzent für das neugegründete Filmstudio von Jesús Grovas. Im Jahr 1945 war er an der Gründung der Produktionsgesellschaft Diana Films beteiligt.
1992 wurde Fernando de Fuentes posthum der mexikanische Ehrenfilmpreis Ariel de Oro für seine Lebensleistung verliehen.

## Filmografie (Auswahl)
- 1932: El anónimo
- 1933: El Calandria
- 1933: El prisionero trece
- 1933: El compadre Mendoza
- 1934: Cruz Diablo
- 1934: El fantasma del converto
- 1935: La familia Dressel
- 1936: Allá en el Rancho Grande
- 1936: Vámonos con Pancho Villa
- 1937: La Zandunga
- 1938: La casa del ogro
- 1939: Papacito lindo
- 1940: Creo en Dios
- 1941: La gallina clueca
- 1942: Así se quiere en Jalisco
- 1943: La mujer sin alma
- 1943: Doña Bárbara
- 1945: Hasta que perdió Jalisco
- 1946: La devoradora
- 1948: Jalisco canta en Sevilla
- 1949: Hipólito el de Santa
- 1950: Por la puerta falsa
- 1950: Crimen y castigo
- 1952: Los hijos de María Morales
- 1952: Canción de cuna
- 1953: Tres citas con el destino